# M-послідовність
М-послідовності або послідовності максимальної довжини (англ. Maximum length sequence, MLS) — псевдовипадкові послідовності, що знайшли широке застосування у широкосмугових системах зв'язку. Як правило, використовуються двійкові М-послідовності, члени яких є числами 1 або 0.

## Створення М-послідовності

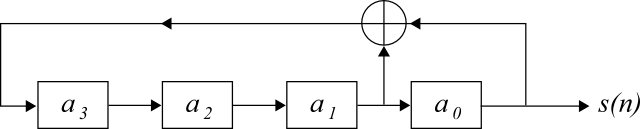
Рисунок 1. Наступне значення регістра а_{3} у петлі зворотного регістра зсуву, що має довжину 4, визначається сумою a_{0} та a_{1} за модулем-2.

М-послідовності створюються за допомогою регістрів зсуву з лінійним зворотнім зв'язком. Наприклад, варіант системи побудови М-послідовності з регістром, що має довжину 4, зображено на рисунку 1. Цю схему можна також виразити таким рекурентним співвідношенням:
{\displaystyle a_{k}[n+1]={\begin{cases}a_{0}[n]+a_{1}[n],&k=3\\a_{k+1}[n],&{\mbox{otherwise}}\end{cases}}}
де n - індекс часу, k - позиція біту в регістрі, а {\displaystyle +} означає додавання за модулем-2.
M-послідовності періодичні і регістр зсуву проходить в циклі через кожне можливе двійкове значення (за винятком нульового вектора), регістри можуть бути ініціалізовані будь-яким початковим значенням (станом), за винятком нульового.
Взагалі в алгоритмі створення М-послідовності за допомогою регістра зсуву можуть підсумовуватись будь-яка кількість елементів із заданими індексами, але не кожна з таких схем буде видавати на виході M-послідовність. Такі регістри зсуву зручно описувати у термінах поліномів, де ступінь відповідає індексу елементу, а коефіцієнт {\displaystyle 0} або {\displaystyle 1} — включеності елементу у суму. Наприклад, описаній вище схемі відповідає поліном 4 ступеня із коефіцієнтами {\displaystyle 0,0,1,1}, тобто {\displaystyle x^{4}+0x^{3}+0x^{2}+1x^{1}+1x^{0}=x^{4}+x+1}. Для того, щоб результатом роботи схеми була M-послідовність, необхідною і достатньою умовою є те, що відповідний поліном є примітивним.

## Властивості
М-послідовності мають такі властивості.
- М-послідовності є періодичними з періодом {\displaystyle N=2^{n}-1};

- Протягом одного періоду М-послідовності кількість символів, які приймають значення одиниця, на одиницю більша, ніж кількість символів, які приймають значення нуль;

- Будь-які комбінації символів довжини {\displaystyle n} на довжині одного періоду М-послідовності за винятком комбінації з {\displaystyle n} нулів зустрічаються не більше одного разу. Комбінація з {\displaystyle n} нулів заборонена, оскільки на її основі може генеруватися лише послідовність з одних нулів;

- Сума по модулю 2 будь-якої М-послідовності з її довільним циклічним зсувом також є М-послідовністю;

- Періодична АКФ будь-якої М-послідовності має постійний рівень бічних пелюсток, що дорівнює {\displaystyle -1/N}.

## Взаємовідносини з перетворенням Адамара
Кон і Лемпель (1977) виявили взаємовідношення між М-послідовностями та перетворенням Адамара, завдяки чому стало можливим обчислення АКФ М-послідовності за допомогою швидкого алгоритму на зразок ШПФ.